# Église Saint-Martin de Luché
Vous lisez un « bon article » labellisé en 2021.
L'église Saint-Martin est une église paroissiale de culte catholique romain, située à Luché-Pringé dans le département français de la Sarthe, en région Pays de la Loire.
Bâtie dès le XIe siècle par les moines de l'abbaye Saint-Aubin d'Angers sur les bases d'un ancien sanctuaire probablement dédié à sainte Apolline, l'église subit de nombreuses transformations au fil des siècles. Son chœur, remarquablement préservé et dont la construction s'achève en 1225, est un témoignage du style gothique angevin, pour la finesse de ses voûtes dites « Plantagenêt ». Agrandie au XVIe siècle par l'ajout d'un transept, l'église est en partie détruite en 1921 à la suite d'un violent incendie. La nef, fortement endommagée, n'est qu'en partie reconstruite, cédant la place à un parvis facilitant l'accès au bâtiment par la façade occidentale.
Classée aux monuments historiques depuis 1913, l'église de Luché renferme une riche collection de statues en bois, en pierre ou en terre cuite, dont certaines proviennent de l'église voisine Notre-Dame de Pringé, ainsi qu'un ensemble de vitraux réalisés par François Fialeix à la fin du XIXe siècle. La plupart de ces éléments mobiliers bénéficient eux aussi d'un classement aux monuments historiques, au titre d'objet.

## Historique

### De l'origine auXIIIesiècle

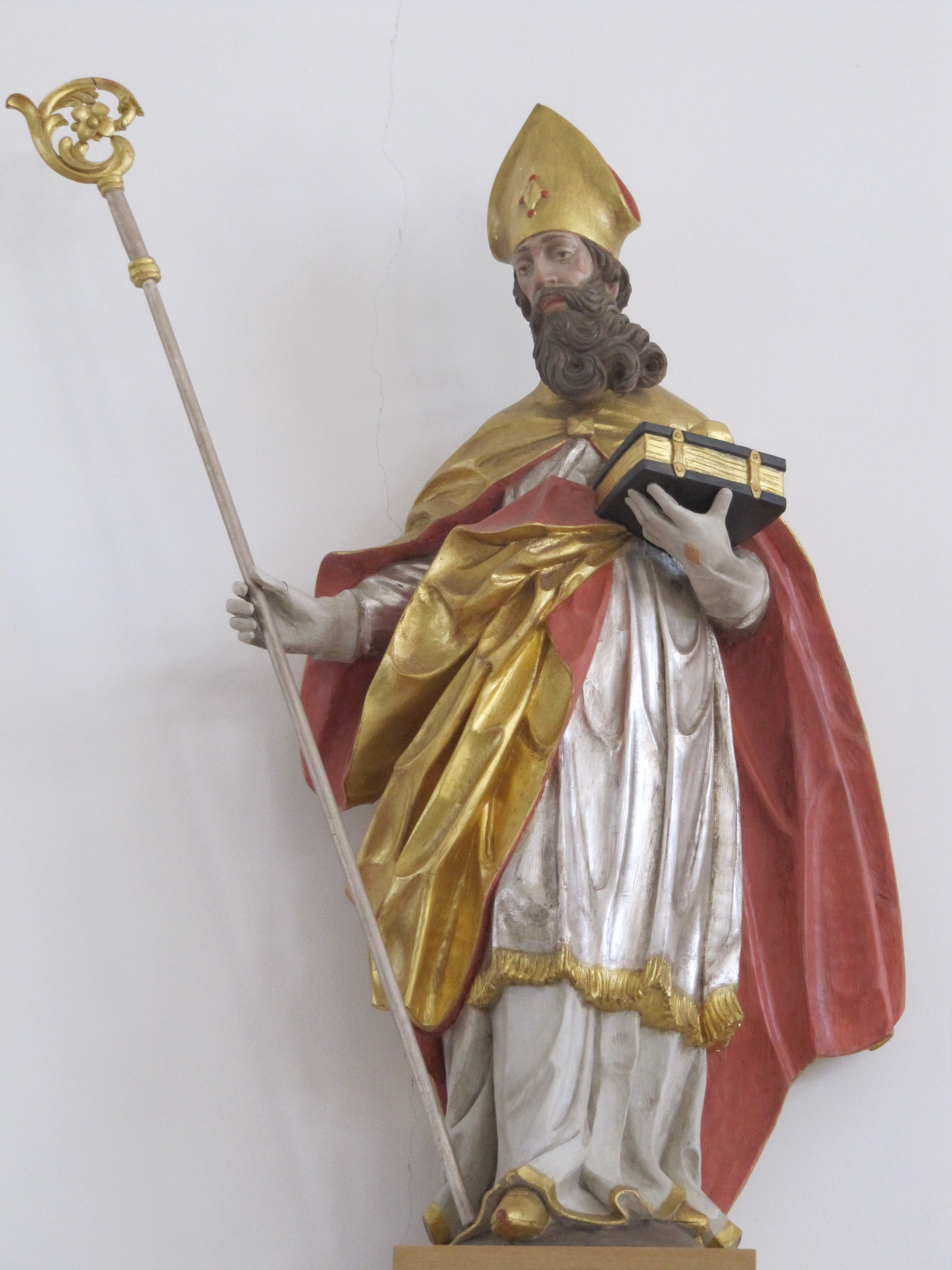
Saint Liboire fonde dix-sept paroisses, dont celle de Luché.

Dans les Actes des évêques du Mans, Luché est citée parmi les dix-sept paroisses fondées par saint Liboire, évêque du Mans, au IVe siècle,, ce qui en ferait l'une des plus anciennes paroisses du Maine. L'implantation du site est certainement liée à la présence d'un gué pour traverser le Loir à cet endroit. Il ne reste aucune trace de ce premier sanctuaire, probablement dédié à sainte Apolline, hormis le nom de la place qui jouxte l'église, au sud, et de son puits alimenté par une source qui prend naissance sous le chœur de l'édifice.
L'église de Luché est de nouveau mentionnée près de sept siècles plus tard dans le cartulaire de Saint-Aubin d'Angers. En 1057, Raoul V, vicomte du Maine, et son épouse Emmeline de Montreveau, dame du Lude, transmettent l'édifice par donation-vente aux moines de Saint-Aubin, pour la somme symbolique de cinq sols et dans l'obligation d'y fonder un prieuré sous le vocable de saint Martin. Les travaux d'édification d'une nouvelle église commencent aussitôt,. Les deux bâtiments sont érigés côte à côte, si bien que l'église ne possède pas alors de façade occidentale, cette entrée étant réservée aux chanoines.
Très vite, le prieuré prospère par une série d'acquisitions et de donations, notamment de la part d'Adélaïde, sœur du seigneur Geoffroy de Sablé, et de Girard d'Athée, conseiller du roi d'Angleterre Jean sans Terre. À plusieurs reprises au cours du XIIe siècle, la possession du prieuré de Luché est confirmée aux moines de Saint-Aubin par les papes Pascal II et Eugène III, mais aussi par différents évêques du Mans.
La construction du chœur et des bases du clocher est achevée en 1225.

### Époque moderne

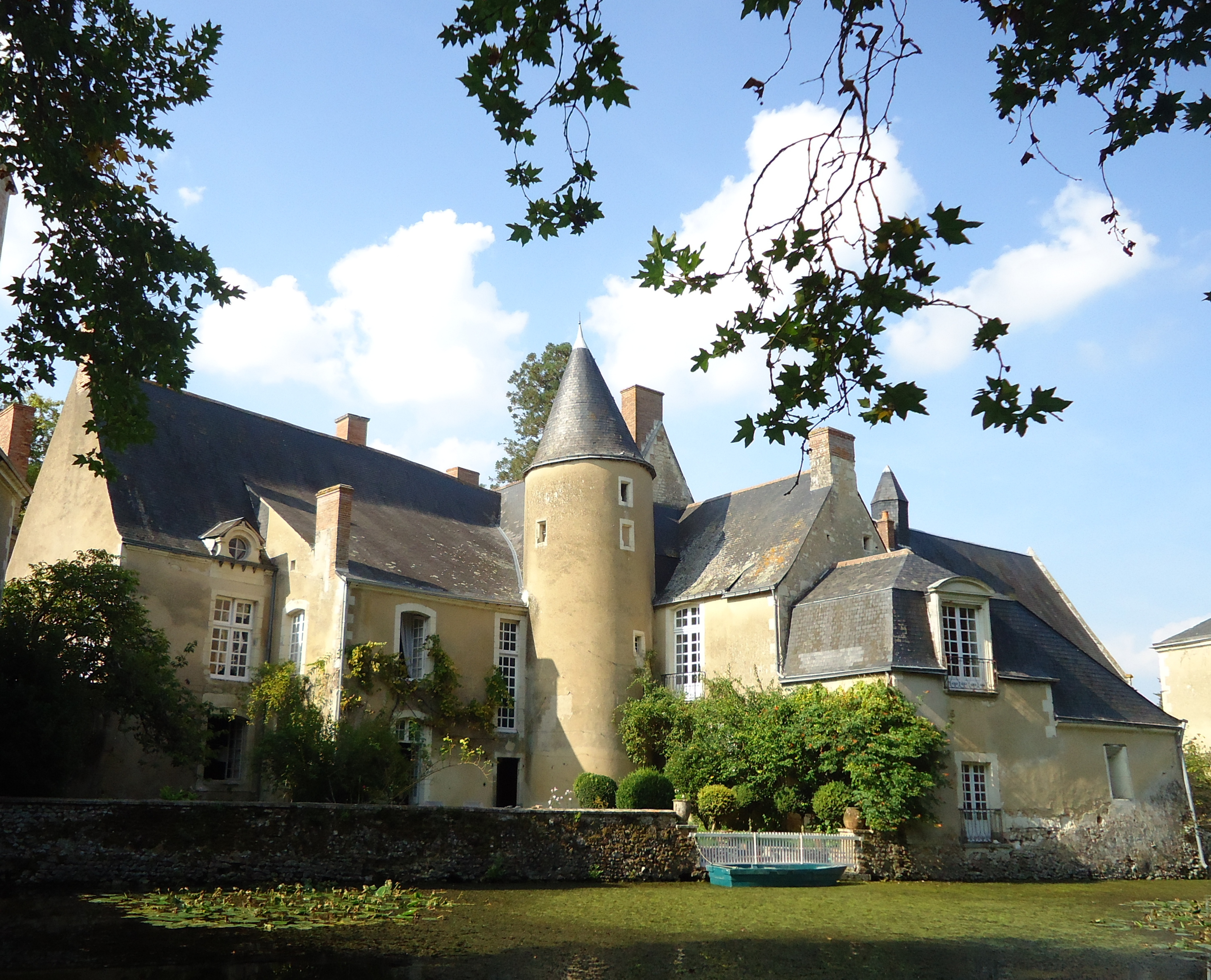
Le manoir de Venevelles, dont les seigneurs figurent parmi les bienfaiteurs de l'église au XVIe siècle.

Le nouveau transept est mis en chantier au XIVe siècle, mais les travaux sont retardés par la guerre de Cent Ans,. Le prieuré attenant à l'église est d'ailleurs démoli en 1474, avant d'être reconstruit. Le projet n'est achevé qu'à l'aube du XVIe siècle, sous l'impulsion de généreux donateurs, parmi lesquels Geoffroy II de Chemens et sa femme Marthe de Baïf, la sœur de Jean-Antoine de Baïf, poète de la Pléiade. Les clés de voûte des bras du transept sont réalisées entre 1506 et 1538.
Au cours de ce même XVIe siècle, d'importants travaux de restauration sont menés sur la nef et la partie haute de la tour du clocher, grâce aux ressources importantes des prieurs commendataires qui se succèdent, parmi lesquels François Disque, conseiller du roi au Parlement de Paris, chancelier de la reine douairière Éléonore de Habsbourg et archidiacre de Laval. En 1538, l'église reçoit une nouvelle cloche ornée de trois fleurs de lys, des figures de la vierge Marie et de saint Michel, et portant l'inscription des noms de ses donateurs, seigneurs de Venevelles,.
En 1557, le prieuré est tenu par un commendataire converti au protestantisme, Titus Disque, qui fait détruire une partie de ses éléments mobiliers. Ses deux successeurs sont notamment soutenus par les seigneurs de Venevelles, eux aussi réformés,. En 1604, l'église et le prieuré de Luché sont compris dans la dotation faite par le roi Henri IV aux Jésuites chargés d'établir le Collège royal de La Flèche. Ces derniers installent une école à Luché.

### Révolution etXIXesiècle
Le 1er août 1796, l'église est vendue comme bien national à trois habitants du village qui souhaitent la sauver de la destruction : Pierre-François Lépine, fermier de la métairie de la Brosse, sa femme Marie-Gervaise Robineau, et René Martin, maréchal-ferrant. En 1809 puis en 1810, les propriétaires consentent deux promesses de donation de l'église à la commune pour la rendre au culte, sous réserve de la concession de deux bancs. Ces promesses sont approuvées par deux décrets impériaux, le premier signé le 20 janvier 1811 au palais des Tuileries, le second le 21 septembre 1812 à Moscou, tandis que l'acte définitif est signé par un notaire luchois, maître Frémond, le 30 octobre 1813.
À la fin du XIXe siècle, des travaux sont entrepris sous l'impulsion de l'abbé Détis, curé de Luché. Le chœur est notamment restauré en 1876. La même année, des vitraux réalisés par l'atelier du maître-verrier sarthois François Fialeix y sont posés.
L'édifice est classé au titre des monuments historiques le 22 juillet 1913.

### Incendie de l'église en 1921 et reconstruction

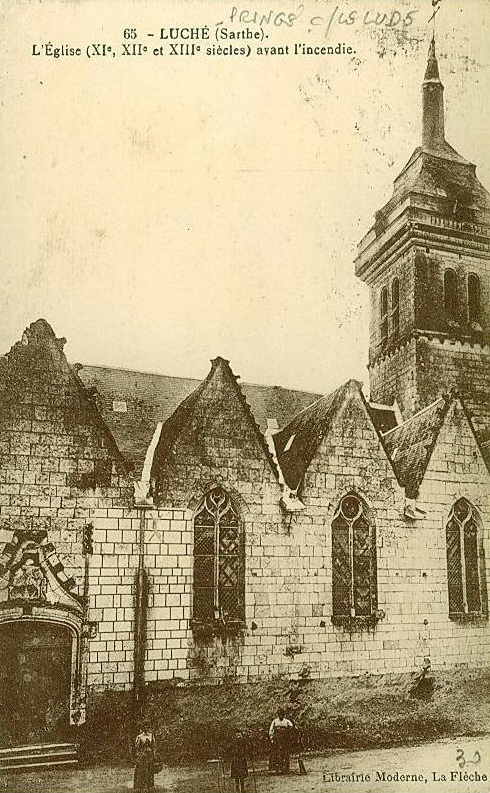
La façade sud de la nef, avant l'incendie de 1921.

Le 27 juin 1921, à 23 h, la foudre s'abat sur le clocher qui s'embrase immédiatement. Le père Fouque, aidé de plusieurs habitants et du maire de la commune, Henri Bourdin, met à l'abri plusieurs statues, ainsi que les vêtements sacerdotaux et la plupart des objets liturgiques. L'incendie se propage rapidement au reste de l'édifice, en premier lieu la charpente de la nef. Les premiers secours s'organisent autour des pompiers de Luché, qui ne disposent qu'une pompe à main alimentée par une chaine humaine transportant des seaux d'eau, en attendant le renfort des compagnies de La Flèche et du Lude, ainsi que d'un peloton du Prytanée national militaire, au cours de la nuit.
L'incendie, qui n'est maitrisé qu'à 5 h du matin, provoque de nombreux dégâts : la nef et le clocher sont entièrement détruits, les cloches, en partie fondues, se brisent dans leur chute, et de nombreux éléments mobiliers sont endommagés, de même qu'une maison voisine. Seule la voûte du chœur est préservée. Le jour même à 13 h, un nouveau feu se déclare dans les décombres, mais il est rapidement maitrisé.
Dans les premières semaines qui suivent la catastrophe, les messes sont célébrées dans une chapelle temporaire, installée sous le porche du presbytère, en face de l'église.
Les travaux de reconstruction de l'édifice durent plus de huit ans, en raison, d'une part, des difficultés de financement, et d'autre part de la pénurie de main d'œuvre et de matériaux au sortir de la Première Guerre mondiale. Malgré les différentes subventions accordées et la générosité des paroissiens, la commune de Luché-Pringé doit contracter un emprunt de 44 000 francs auprès du Crédit foncier de France.

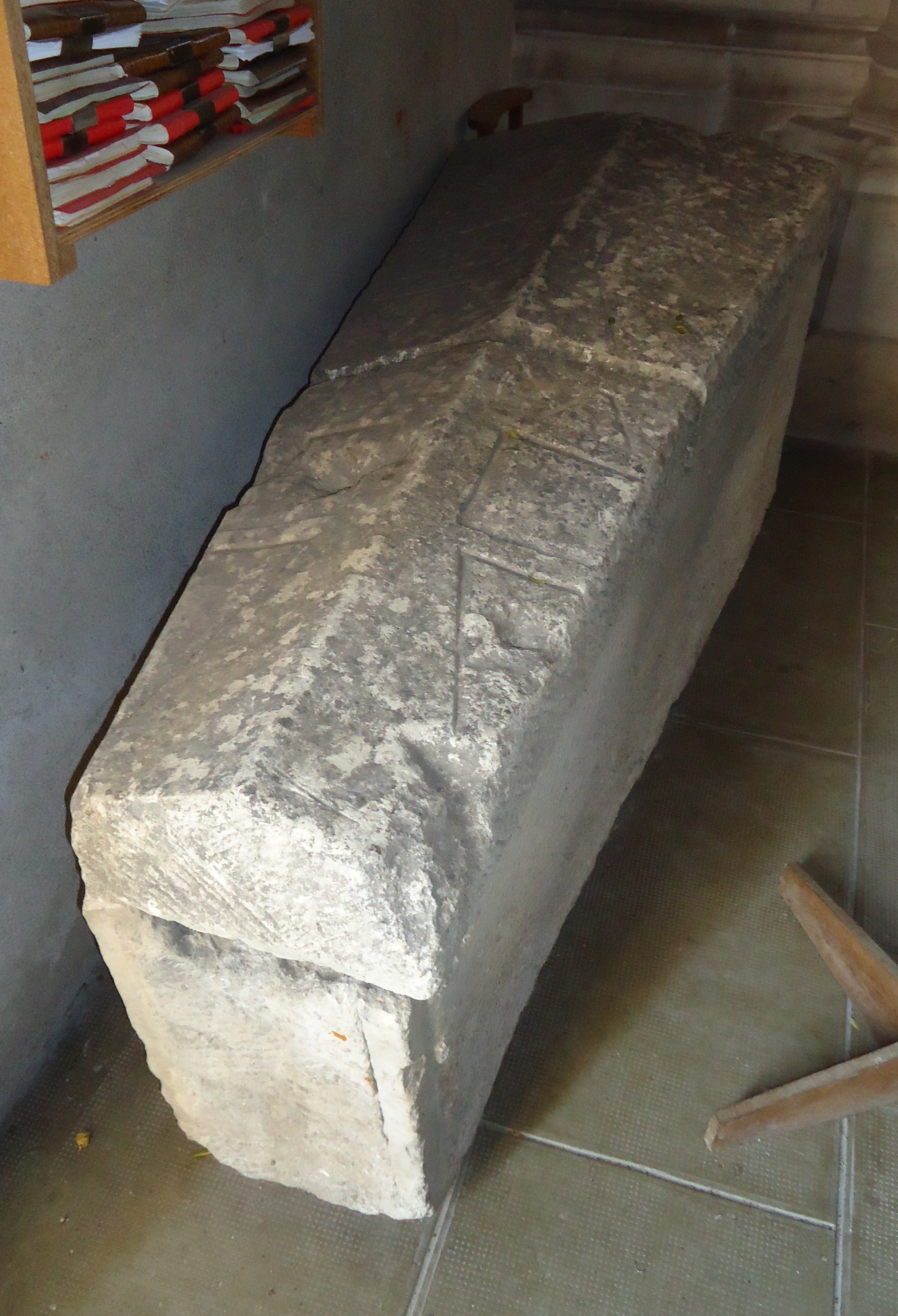
Le sarcophage mérovingien découvert lors des travaux de reconstruction.

En premier lieu, la mise hors d'eau de l'église est assurée par l'installation de bâches fournies par les Mutuelles du Mans. Les travaux de charpente et de couverture sont ensuite confiés à un entrepreneur luchois, Constant Gouglet, puis, quand ce dernier meurt en janvier 1923, à l'un de ses ouvriers, Constant Houdayer. Au printemps 1923, les travaux de restauration de la tour du clocher débutent, sous la direction d'un maçon venu du Mans, Émile Demas, spécialiste de la sculpture et de la taille de pierre. Lors des travaux de terrassement de la nef, des ossements, ainsi qu'un sarcophage entier, sont découverts. Devant l'ampleur de la tâche, il est décidé que la dernière travée de la nef ne sera pas reconstruite, laissant la place à un parvis fermé par un muret.
Le 8 septembre 1929, l'église restaurée est consacrée par monseigneur Norbert Rousseau, évêque du Puy-en-Velay et natif de Luché.

### De la fin de la Seconde Guerre mondiale auXXIesiècle

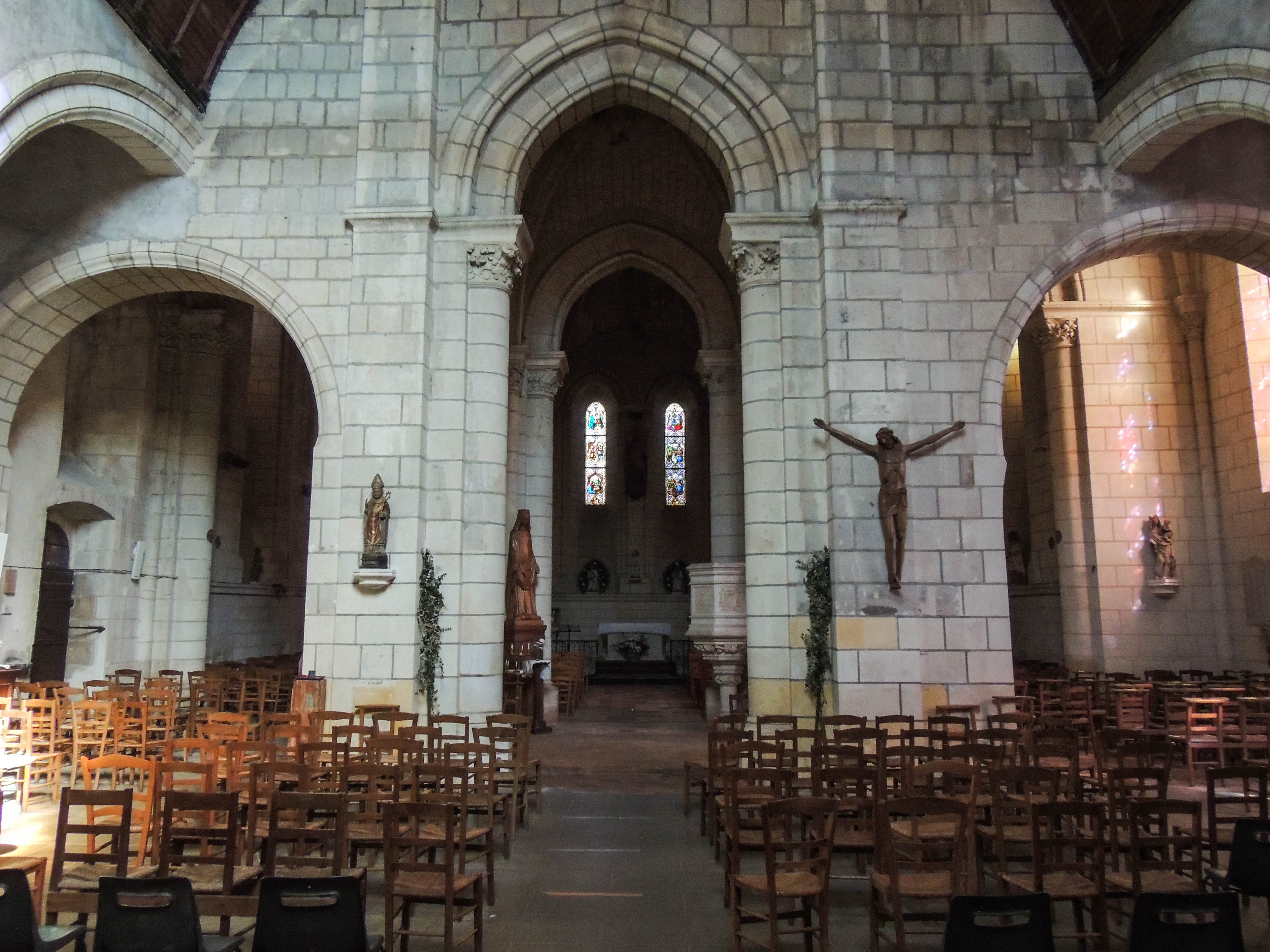
Vue de l'église depuis le portail.

L'église subit de nouvelles transformations après guerre. Son mobilier s'enrichit par l'achat de nouvelles statues, comme en 1950 : une Vierge de l'Annonciation taillée dans un tronc de cèdre du parc du château de Gallerande par le sculpteur sarthois Raymond Dubois grâce aux fonds collectés auprès des paroissiens. De même, dans la seconde moitié du XXe siècle, plusieurs statues de l'église voisine de Notre-Dame de Pringé sont transportées à l'église Saint-Martin de Luché pour les protéger du vol.
En 1966, deux cloches venues de paroisses algériennes sont installées dans le clocher, portant à trois le nombre de cloches de l'église. En 1996, Dom Le Méhauté, moine de l'abbaye Saint-Pierre de Solesmes, exécute un nouveau maître-autel en réutilisant des pierres du précédent, de style néogothique et offert par l'abbé Détis en 1877. En 2001, les vitraux de la nef sont remplacés par des verrières de style abstrait, réalisé par l'atelier sarthois Vitrail France.
L'édifice est utilisé par l'ensemble paroissial de La Flèche-Bazouges-sur-le-Loir-Luché-Pringé-Malicorne-St-Germain-du-Val, dépendant du diocèse du Mans.

## Description

### Architecture

#### L'église de Luché avant l'incendie

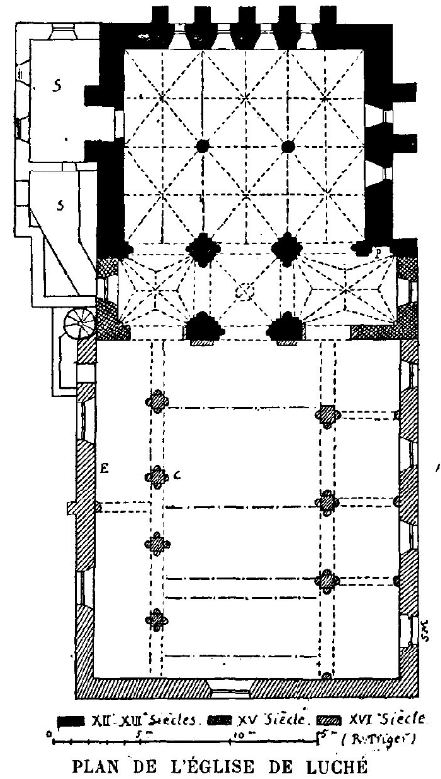
Plan de l'église avant 1921.

Le plan d'origine de l'église Saint-Martin est atypique dans la mesure où il ne suit pas le plan classique en forme de croix latine : il présente la forme d'un grand rectangle d'environ 40 mètres de longueur et 19 mètres de largeur. La façade ouest étant accolée au jardin du prieuré, le portail est alors percé dans le mur sud de la nef.
Cette dernière se compose à cette époque de trois vaisseaux délimités par deux rangs de piliers carrés dont la dissymétrie témoigne d'une construction en plusieurs étapes et non selon un plan bien défini. Le bas-côté nord de la nef est alors divisé en deux parties correspondant aux deux frontons extérieurs par un arc transversal en forme de quart de cercle qui repose sur une des grandes arcades de la nef.
Le bas-côté méridional, d'une construction plus aboutie, est partagé en quatre parties par des arcs transversaux qui reposent sur les demi-colonnes des piliers de la nef et sur des colonnettes s'appuyant sur le mur extérieur. Chacune de ces quatre sections correspond alors aux quatre frontons extérieurs, délimités par des toitures à double égout.

#### Le chœur, témoin du style gothique angevin
Le chœur et la nef forment deux parties bien distinctes. Les dimensions du chœur à chevet plat, achevé en 1225, sont exceptionnelles au regard du reste de l'édifice : il présente la forme d'un rectangle d'environ 11 mètres de longueur par 14 mètres de largeur. Ces dimensions s'expliquent du fait qu'il s'agit à l'origine de l'église d'un prieuré : le chœur étant alors exclusivement réservé aux moines, il doit permettre de tous les accueillir. Pour la même raison, le maître-autel devait alors être placé sous la tour du clocher, au centre de l'édifice, et non adossé au chevet.
Le chœur de Saint-Martin se compose de six voûtes bombées de type « Plantagenêt », caractéristiques du style gothique angevin, et qui reposent au centre sur deux fines colonnes en pierre dure de Chauvigny. Les clés de voûtes sont ornées de rosaces, d'une Vierge à l'Enfant, d'un agneau pascal ou encore de différentes armoiries, tandis que la retombée des liernes est masquée le long des murs par une série de masques grimaçants. Par son allure, le chœur de Saint-Martin de Luché se rapproche de ceux des abbayes d'Asnière et de Saint-Serge d'Angers.
À l'extérieur, il est soutenu par un ensemble de contreforts plats, dont cinq qui assurent le maintien du mur du chevet et qui encadrent quatre lancettes en arc brisé. L'un des contreforts comporte une pierre gravée fortement détériorée par le temps. Il s'agit d'une épitaphe qui ornait auparavant la tombe de l'abbé Mathurin Dubé, curé de Luché de 1723 à 1767.

Le chœur à chevet plat.
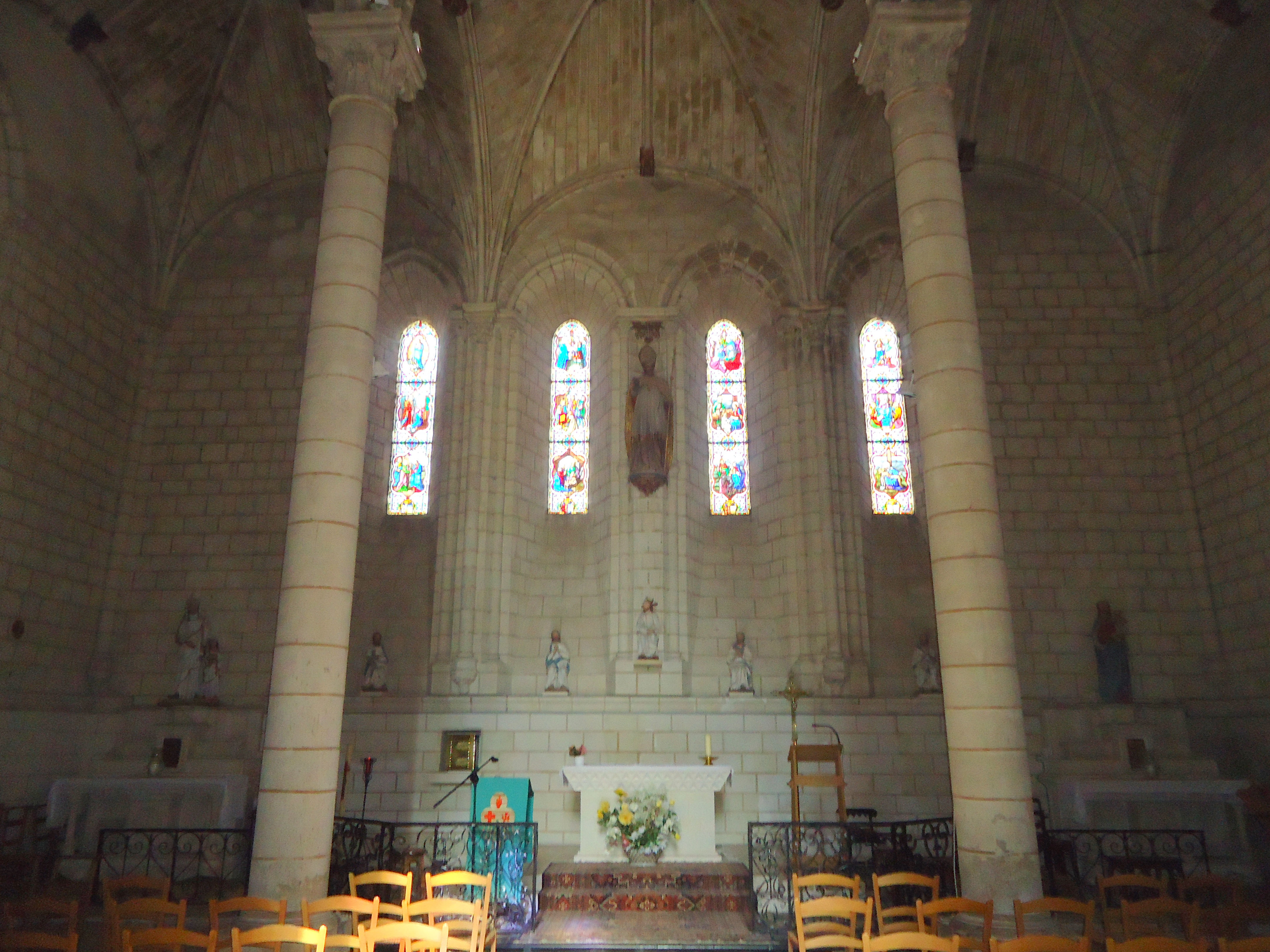
Vue d'ensemble.
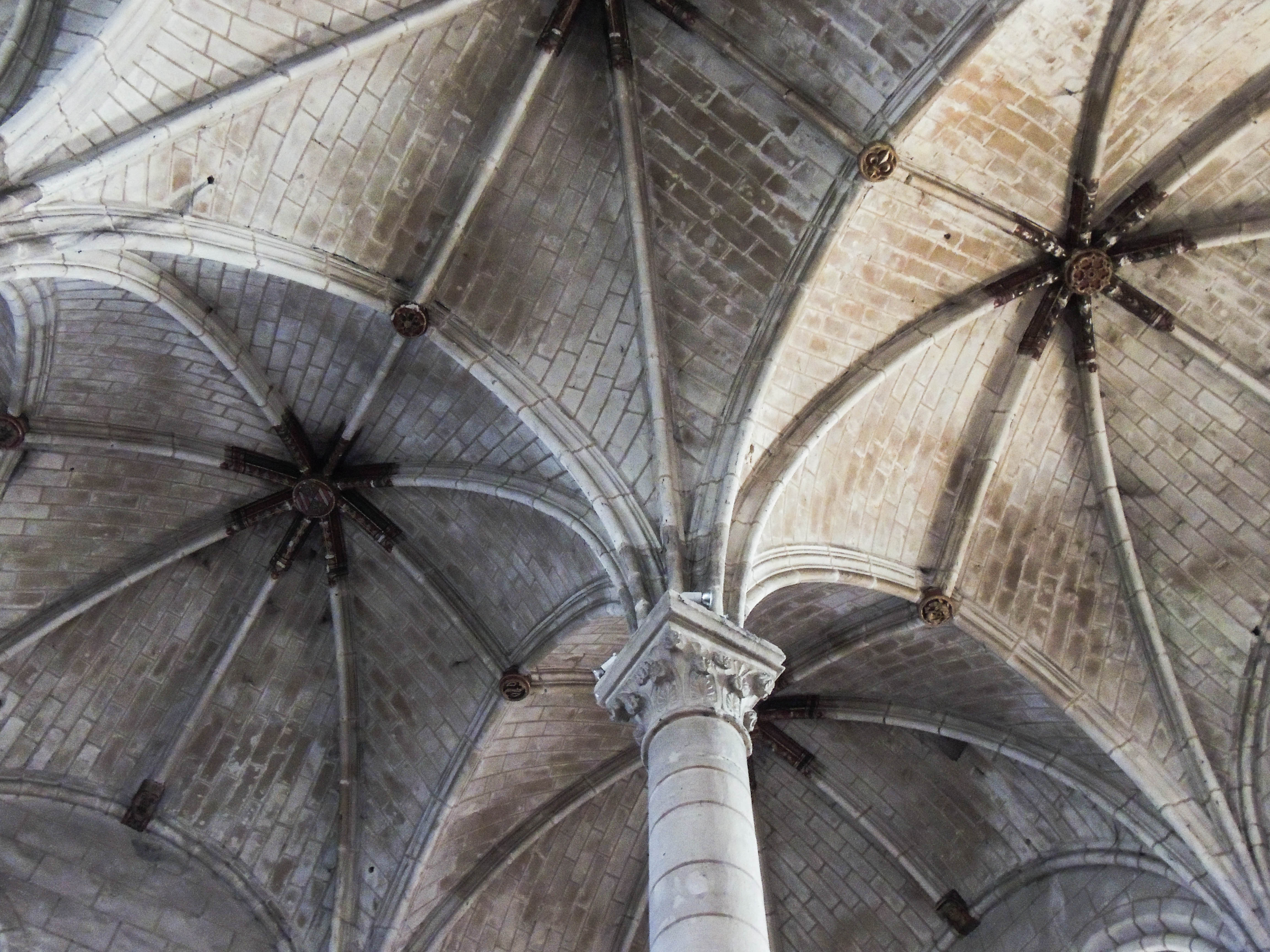
Détail de la voûte.
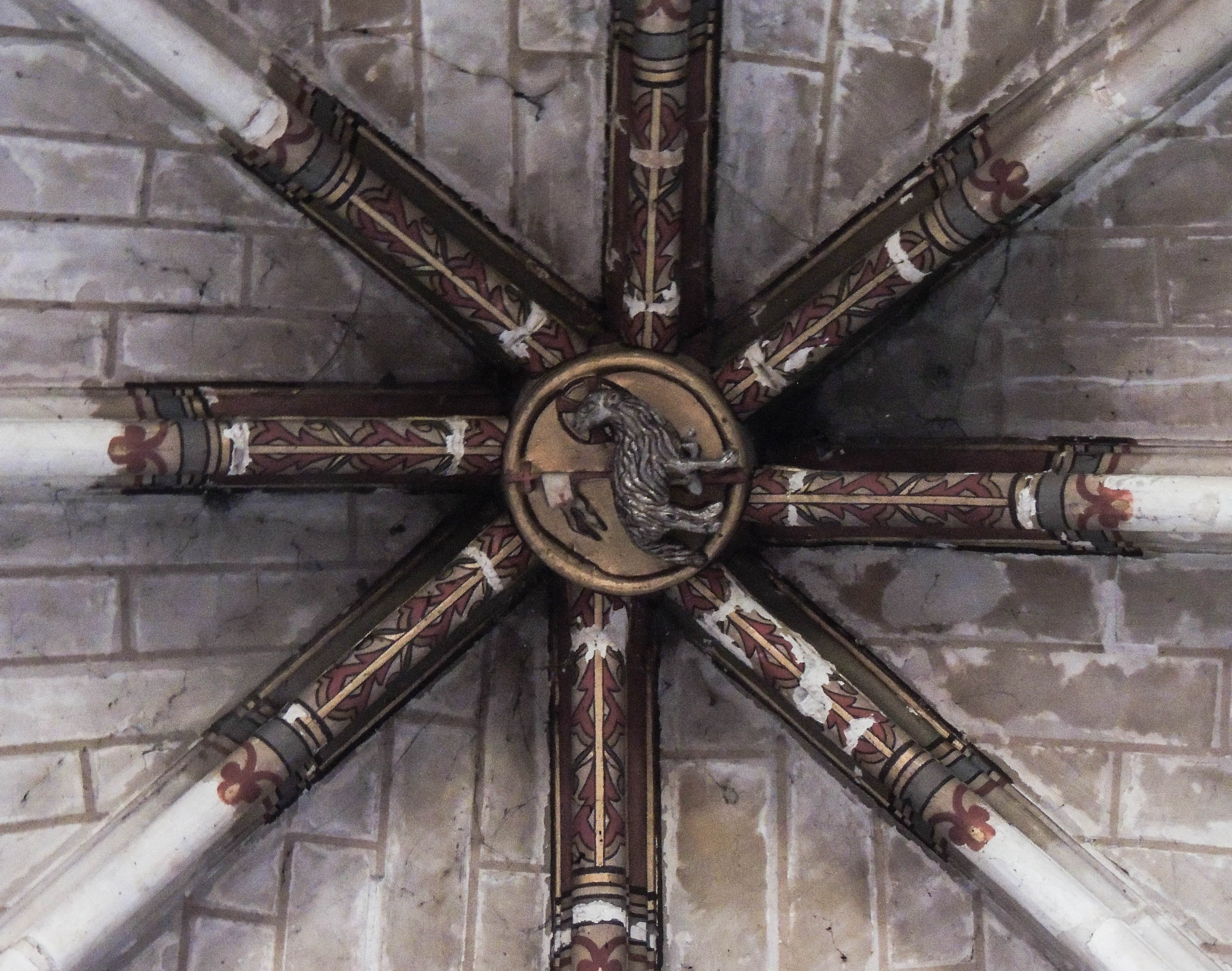
Clé de voûte à l'agneau pascal.
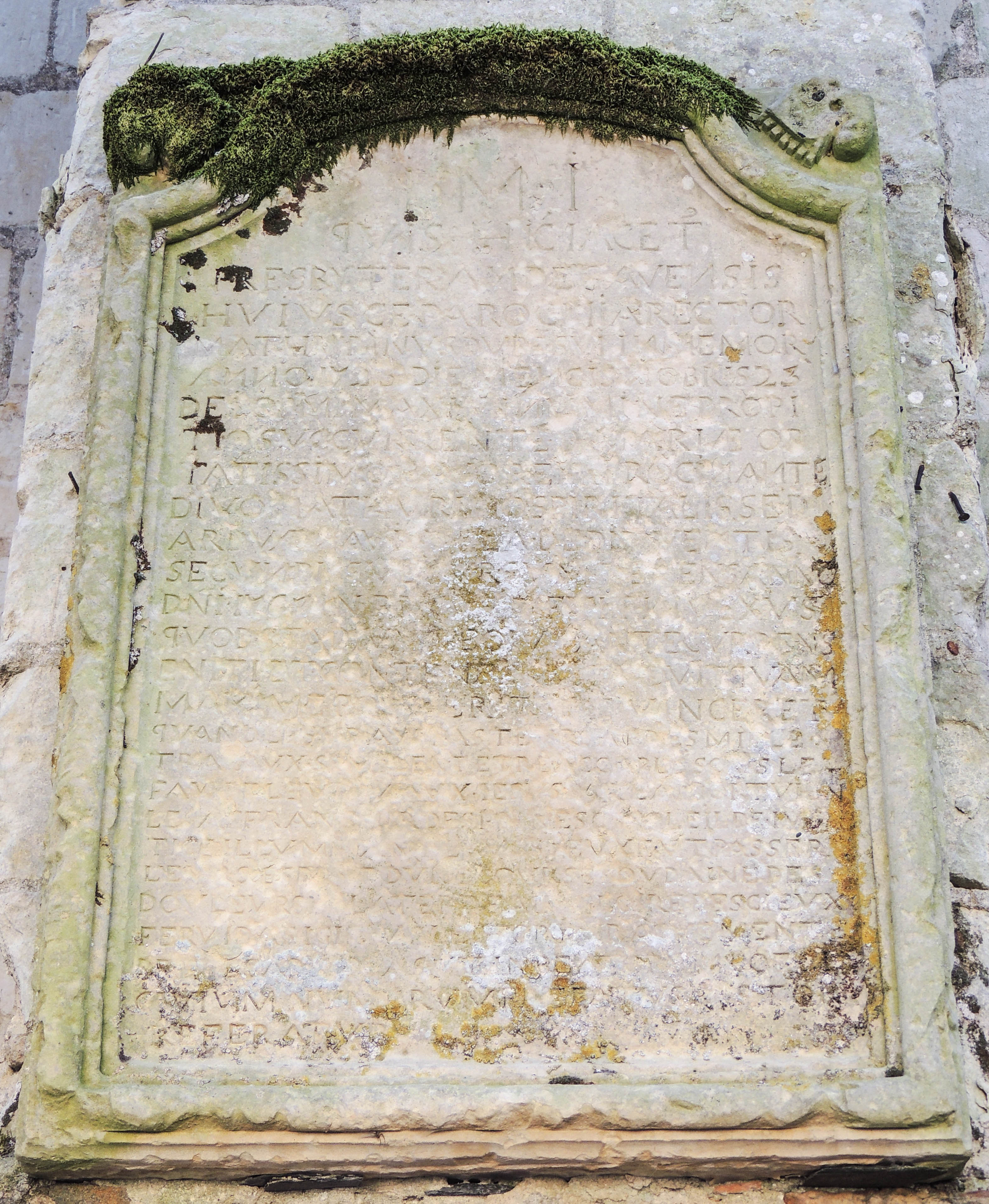
Épitaphe sur un des contreforts du chevet.

#### Transept et tour du clocher
La construction du transept s'étale du XIVe au XVIe siècle. Elle est achevée grâce au soutien financier de Geoffroy II de Chemens et de son épouse Marthe de Baïf, dont les armoiries ornent la clé de voûte du bras gauche du transept.
Le clocher qui le surmonte est reconstruit en pierre de tuffeau au XVIe siècle, sur des bases des XIIe et XIIIe siècles. Il se démarque des autres édifices religieux de la région par sa forme carrée. Une longue corniche moulurée assure la transition entre le mur en pierre et le toit d'ardoise en encorbellement. Elle est décorée sur trois niveaux : la partie basse comporte une série d'oves et de dards, au milieu se trouvent des feuilles d'acanthe et sur la partie haute une fausse balustrade,.

Tour de clocher de l'église Saint-Martin.
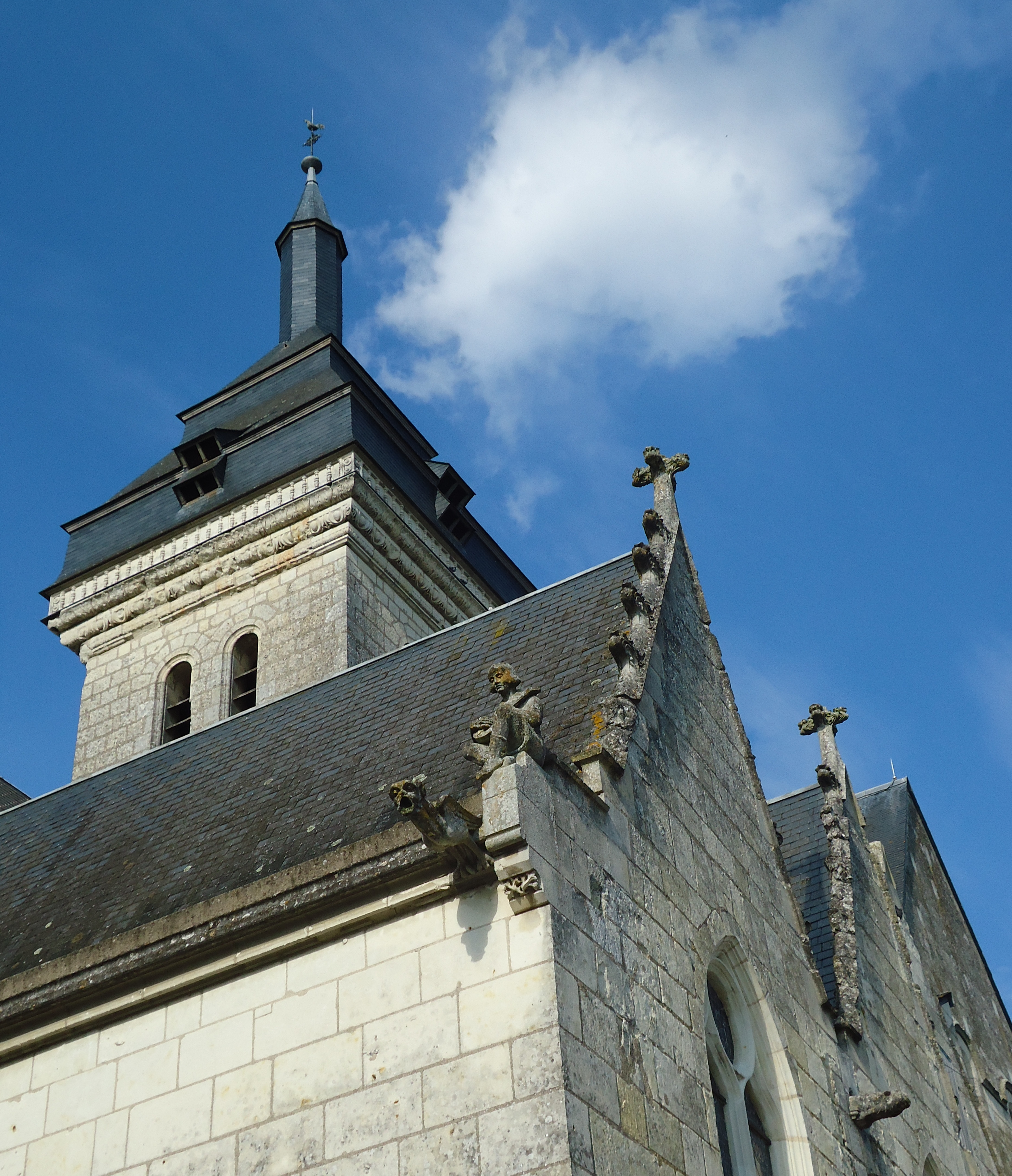
Vue d'ensemble.
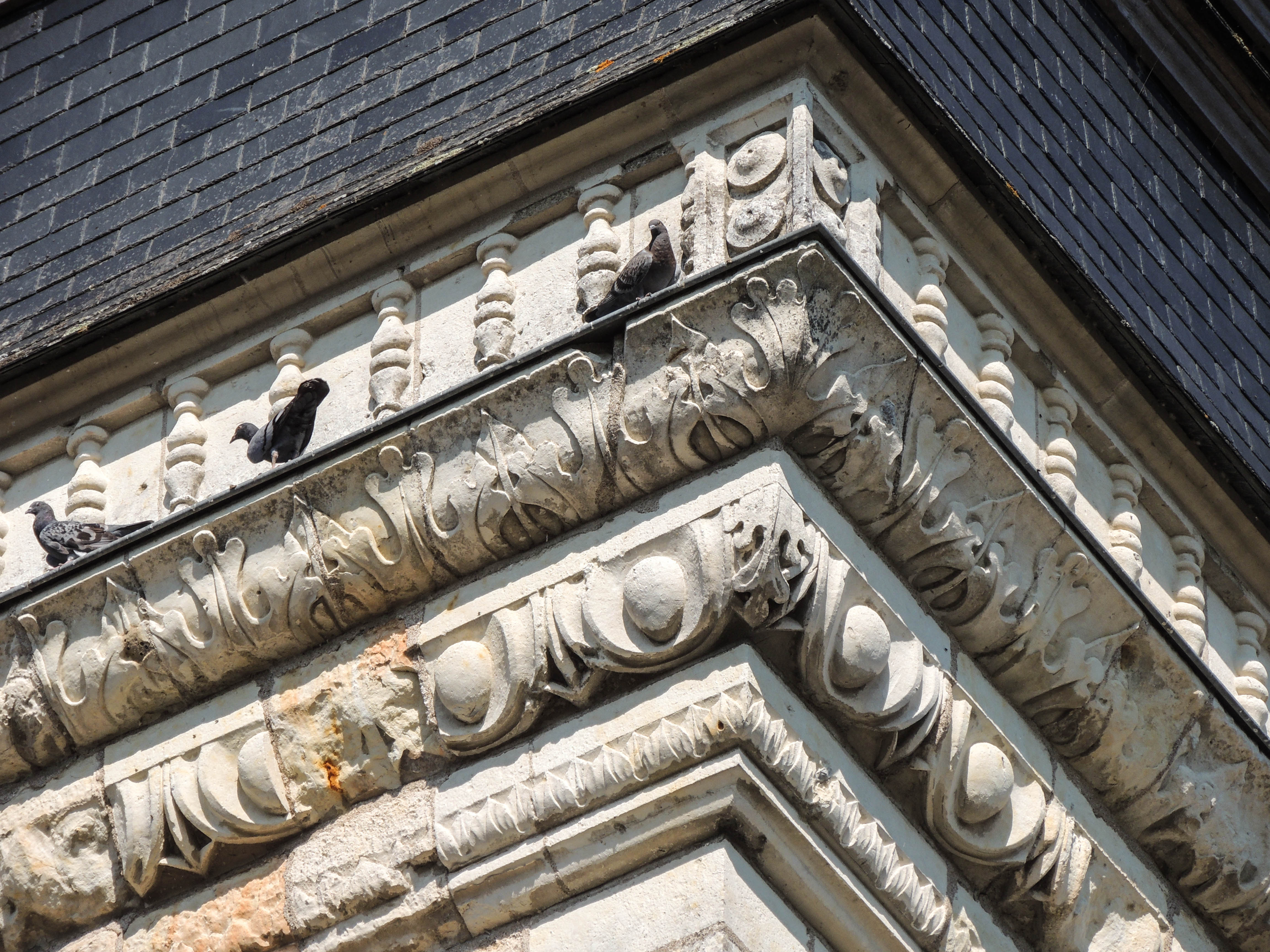
Détail du décor.

#### Nef et portail
| - Vue générale. - La Charité de saint Martin. |

La nef, rebâtie au milieu du XVIe siècle, se composait alors de quatre travées irrégulières. Presque entièrement détruite, elle n'est reconstruite qu'en partie après l'incendie de 1921, faute de moyens. Les deux premières travées cèdent ainsi la place à un parvis fermé par un muret permettant l'accès par la façade occidentale. La nef de l'église Saint-Martin se compose de trois vaisseaux séparés par deux rangées de piliers carrés soutenant des arcs brisés. Sa charpente est lambrissée.
Le portail, initialement situé sur la façade méridionale et épargné par la catastrophe, est remonté pierre par pierre sur la nouvelle façade. Ce dernier témoigne de la transition entre le style gothique et celui de la Renaissance et représente l'épisode de la Charité de saint Martin. Les trois éléments qui le composent, saint Martin, son cheval et le mendiant, sont en partie mutilés. À l'extérieur, les murs et les angles de la nef sont ornés de gargouilles et de bouffons.

### Décor et mobilier

#### Statues
L'église Saint-Martin renferme une importante collection de sculptures en bois, en pierre ou en terre cuite, dont certaines sont classées aux monuments historiques.

##### Statues en bois
| - Vue générale. - Visage de la Vierge (détail). |

Un groupe sculpté en bois de noyer représentant la Déploration du Christ, parfois nommé Pietà,, est installé dans une niche du mur méridional de la nef, à l'entrée de l'église. Il est probablement exécuté par un artiste tourangeau dans les années 1500, ou bien par un artiste nordique ou bourguignon. Il se distingue par l'équilibre de sa composition et son réalisme dans l'expression de la souffrance des personnages. Au centre du groupe, la Vierge porte le Christ mort sur ses genoux. Elle est encadrée à gauche par saint Jean l'évangéliste, et à droite par Marie-Madeleine, tandis qu'une sainte femme se tient à l'arrière. L'œuvre témoigne également d'une époque de transition : le style gothique est encore bien visible dans les visages aux traits allongés, tout comme les bouches incurvées et les paupières tombantes des personnages, mais le costume de Marie-Madeleine se rapproche de ceux de la Renaissance. La couche de vernis appliquée sur la sculpture lors d'une restauration à la fin du XIXe siècle a probablement permis de sauver l'œuvre lors de l'incendie de l'été 1921. Elle est classée aux monuments historiques au titre d'objet en 1938.

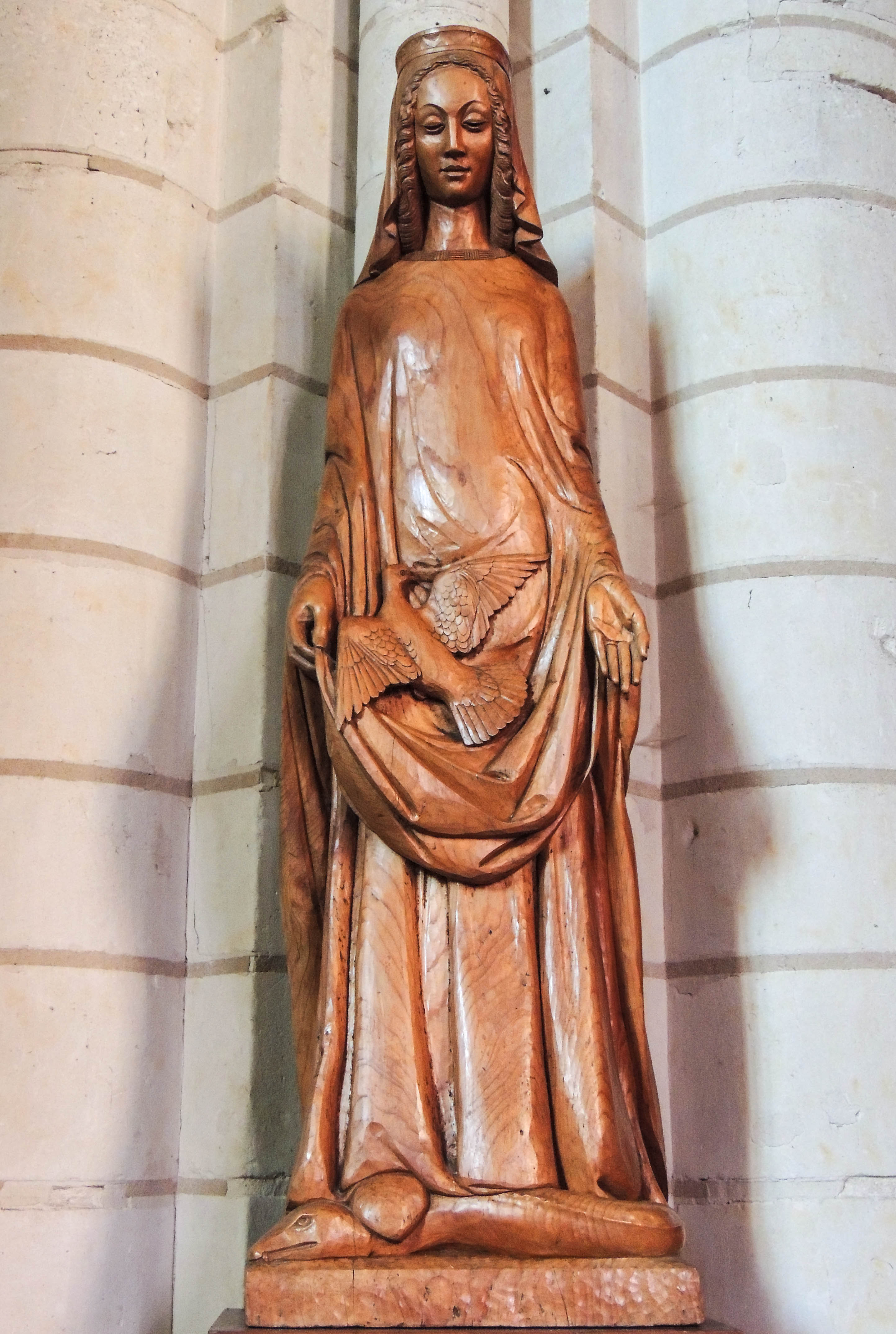
Vierge de l'Annonciation.

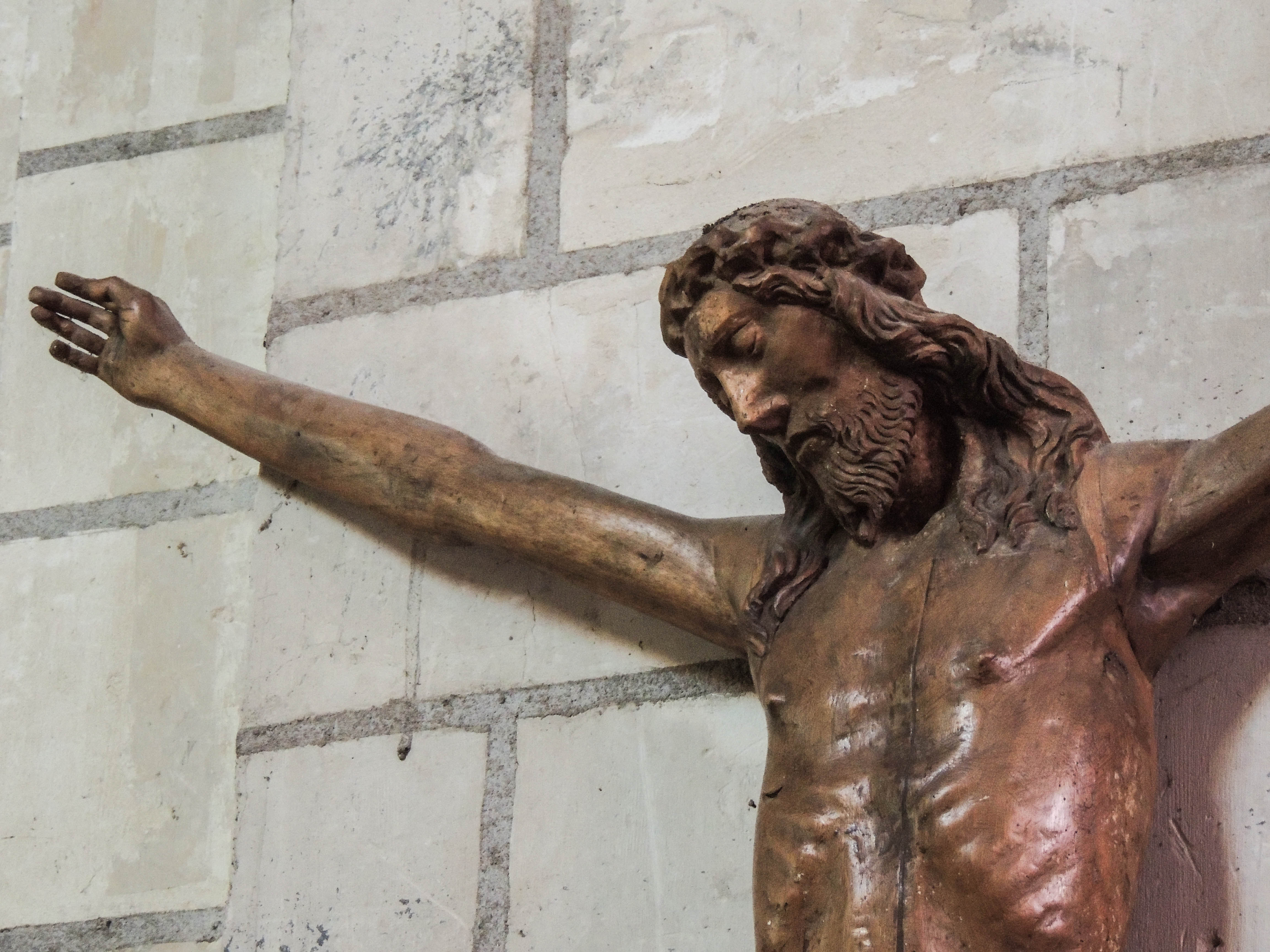
Crucifixion (détail).

L'église renferme également deux statues en bois de noyer représentant la Crucifixion. La première est installée sur une colonne face à l'entrée : datée du XVe ou du XVIe siècle, elle provient de l'église Notre-Dame de Pringé et a subi les effets de l'incendie en 1921, avec la disparition de la croix et d'une partie du corps du Christ. Ses bras ont été sculptés et ajoutés vers 1990 par l'abbé Georges Guillaume, curé de Luché-Pringé.
La deuxième est installée à gauche de l'entrée, au-dessus des fonts baptismaux. Elle aussi endommagée lors de l'incendie, elle est restaurée par le sculpteur tourangeau Christian Sallé en 2003.
Parmi les œuvres plus récentes, une Vierge de l'Annonciation, installée sous la voûte du clocher et taillée dans un tronc de cèdre du parc du château de Gallerande, est l'œuvre du sculpteur sarthois Raymond Dubois en 1950.

##### Statues en pierre

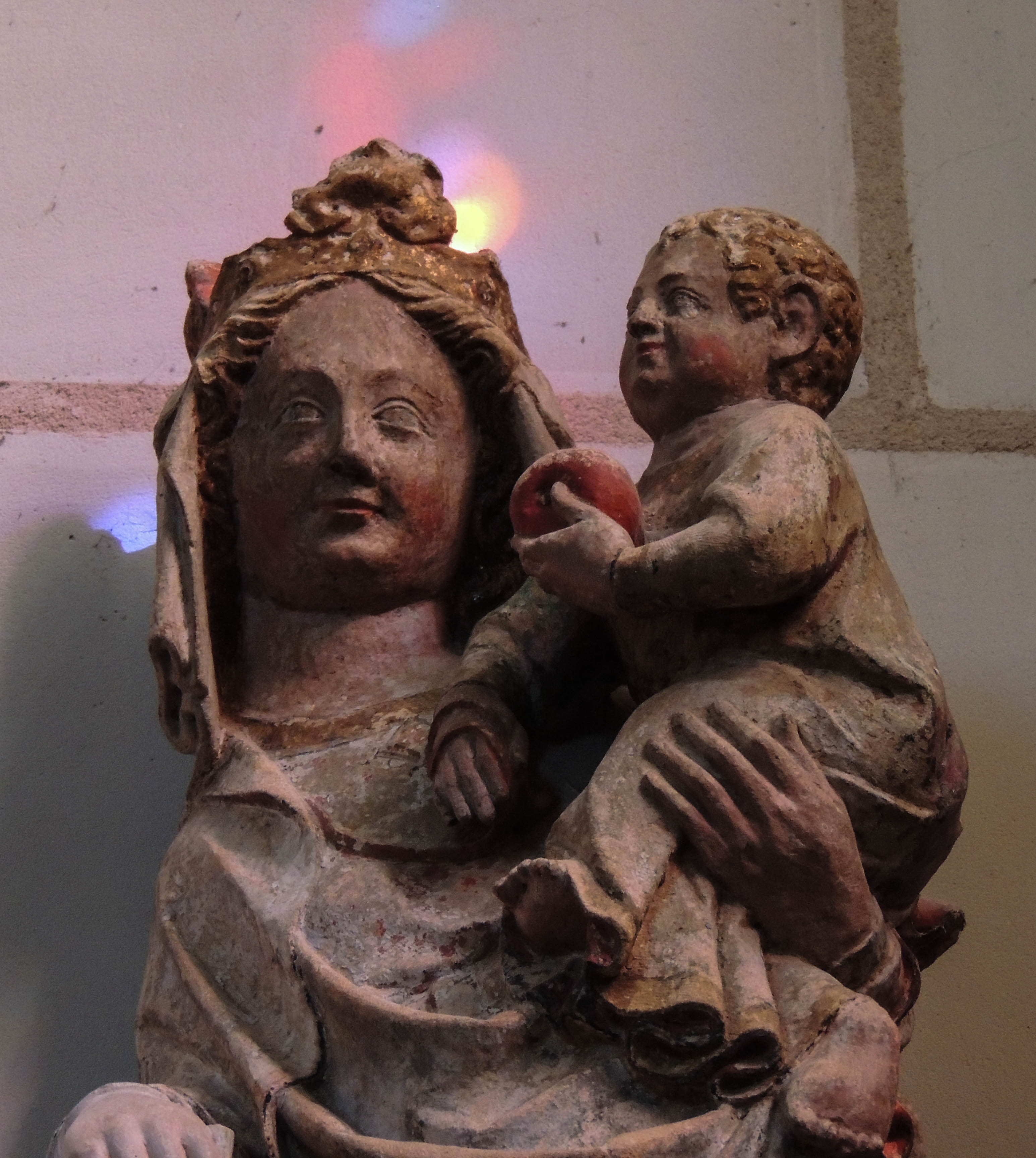
Détail de la Vierge à l'Enfant.

Plusieurs statues en pierre ornent l'édifice, notamment une Vierge à l'Enfant couronnée et à l'allure déhanchée, placée dans le bras sud du transept. Datée de la fin du XIVe siècle, ce qui en fait la plus ancienne statue de l'église, elle provient de Notre-Dame de Pringé, tout comme le saint Jean-Baptiste en calcaire polychrome du XVIe siècle qui décore la fenêtre sud du chœur.
À la fin des années 1950, des travaux réalisés dans le centre du village mettent au jour trois éléments de statues en pierre calcaire datant du début du XVIe siècle, qui sont ensuite déplacés vers l'église Saint-Martin. Ils pourraient être attribués au sculpteur tourangeau Michel Colombe, ou bien à son neveu Guillaume Regnault. Deux des statues, l'une représentant l'archange saint Michel, l'autre un ange, ont été découvertes en 1958 dans les murs d'une vieille maison de la rue Curie, tandis qu'un groupe plus important, représentant l'Éducation de la Vierge, est retrouvé en mauvais état dans le jardin du presbytère, deux ans plus tard. Ce dernier pourrait provenir de l'ancien cimetière de la commune attenant à l'église.
De ce groupe, seule la statue de sainte Anne est conservée et installée dans une niche au fond du parvis de l'église. Sa tête ayant disparu, elle est restaurée dans les années 1990 par le curé de la paroisse, Georges Guillaume. L'ange et le buste de saint Michel sont quant à eux conservés à l'entrée de l'église, et seul ce dernier bénéficie d'une protection au titre des monuments historiques, depuis 1982.

Éléments de sculpture du XVIe siècle redécouverts au milieu du XXe siècle.
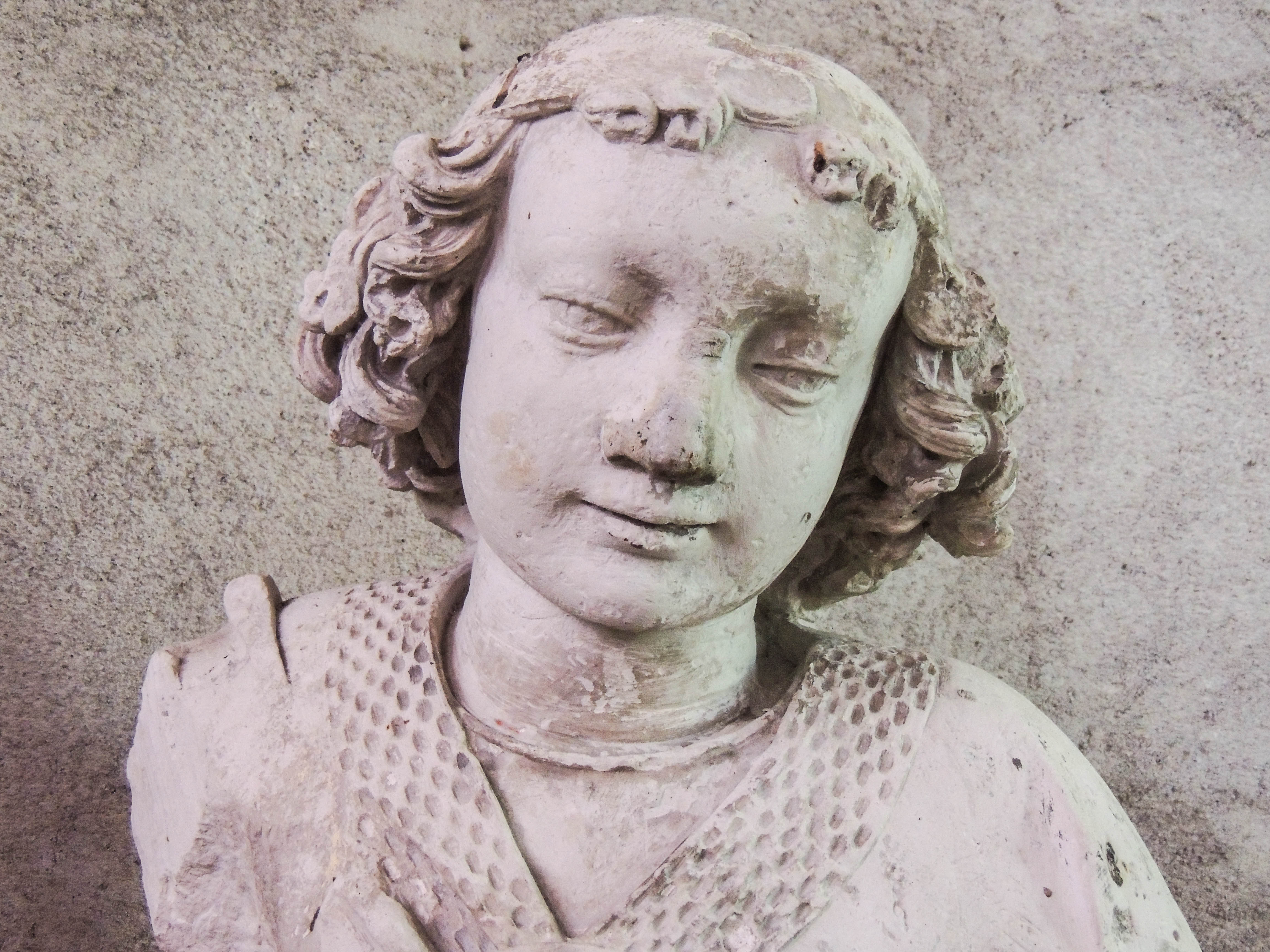
Saint Michel.
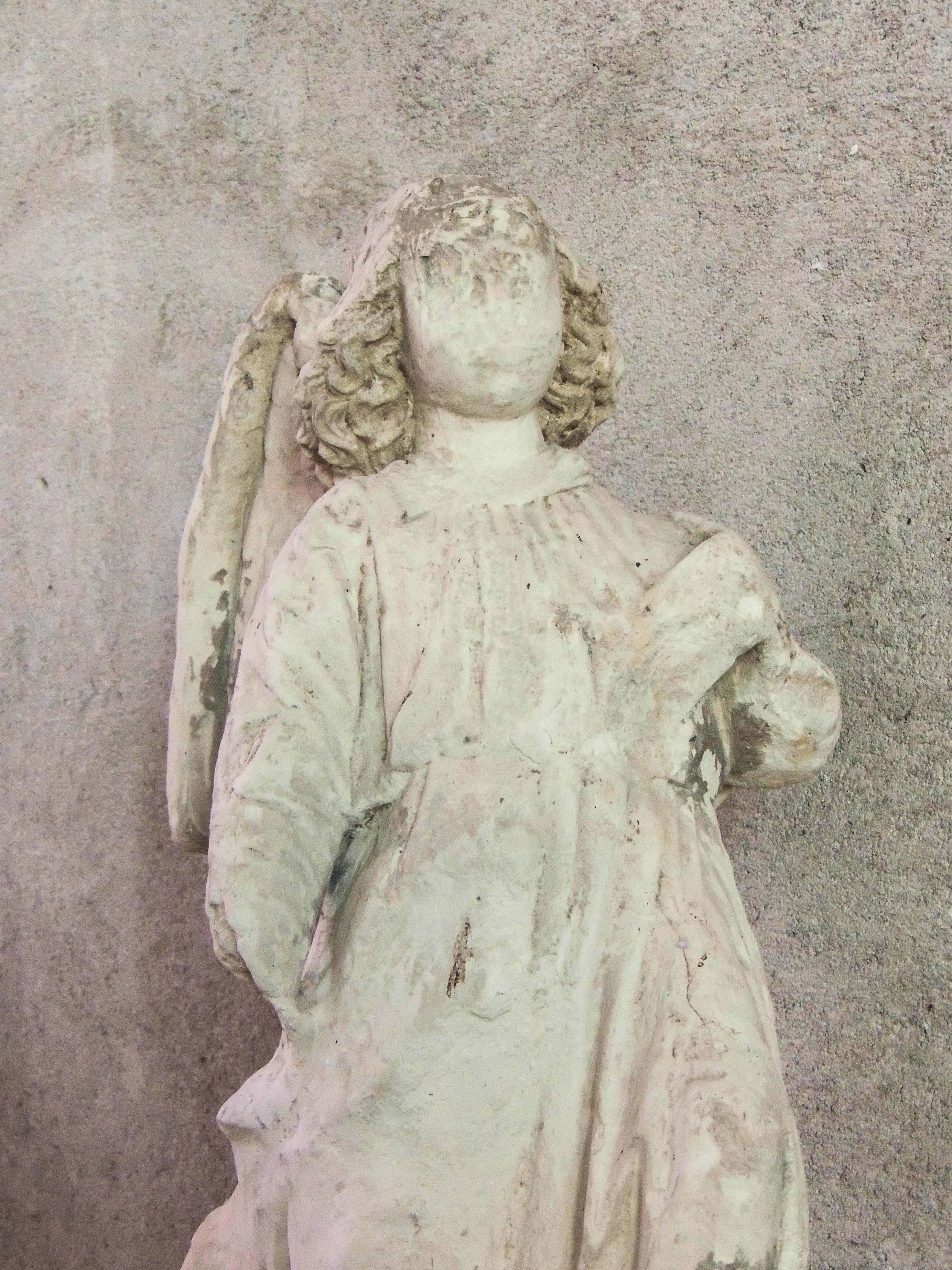
L'ange.
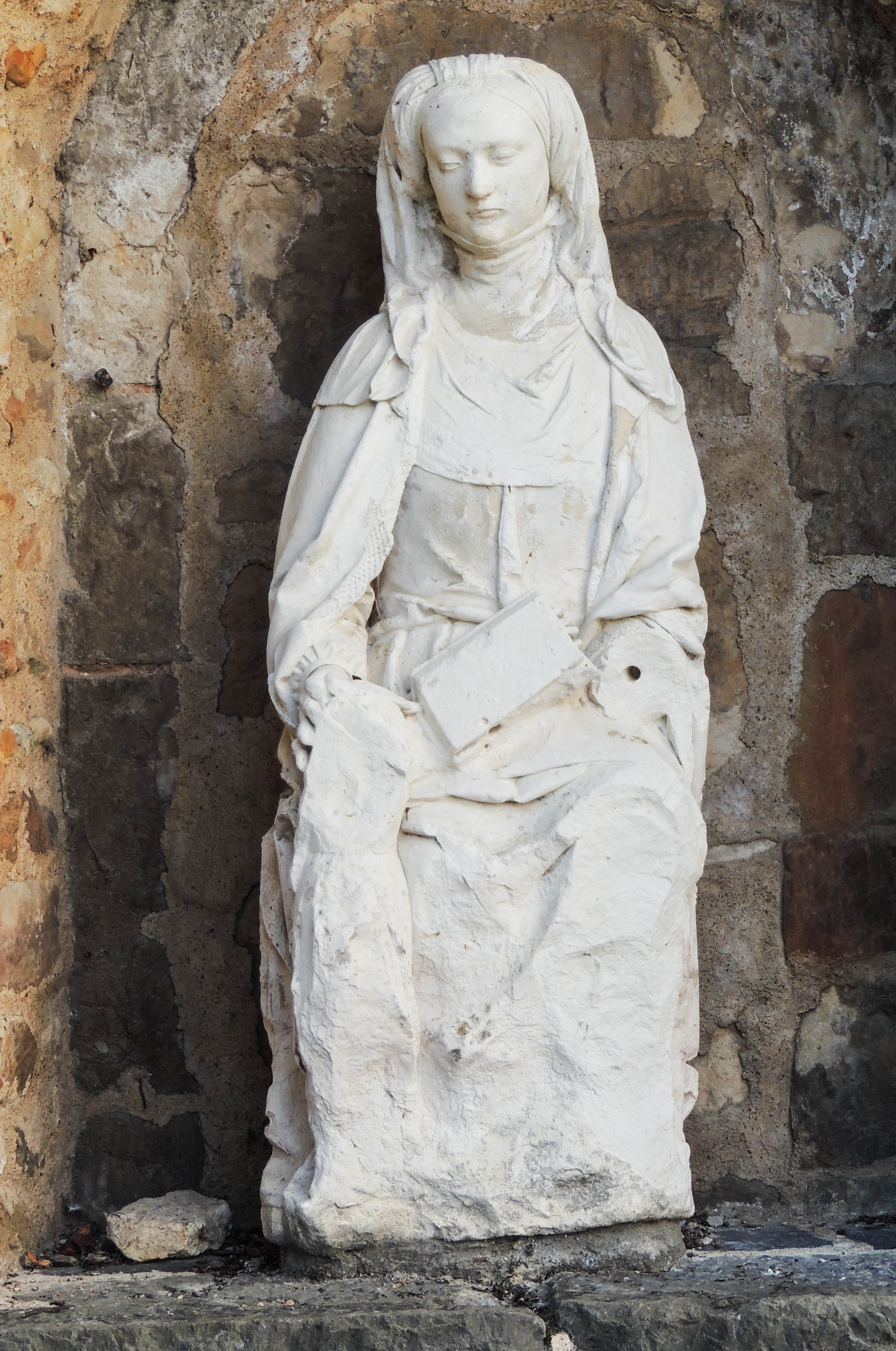
Sainte Anne.

##### Statues en terre cuite
Enfin, de nombreuses statues en terre cuite figurent dans le chœur de l'église. Un saint Martin en tenue d'évêque, haut de deux mètres et réalisé en 1668 par le sculpteur fléchois Nicolas Bouteiller, est visible derrière l'autel. Sa polychromie actuelle est l'œuvre d'un peintre manceau, Louis Renouard, en 1877. Il domine une série de cinq petites statues, d'exécution assez sommaire, qui représentent le Christ et quatre de ses apôtres assis.
Dans l'angle sud-est du chœur, trône une statue de la Vierge à l'Enfant qui provient de l'église de Pringé. Datée de la première moitié du XVIe siècle, elle est une des plus anciennes statues en terre cuite de la région. D'autres statues sont vraisemblablement des éléments isolés de groupes plus importants, comme le saint François d'Assise représenté à genoux et de profil contre le mur nord, ou le saint Joseph portant ses outils de charpentier.

Statues en terre cuite.
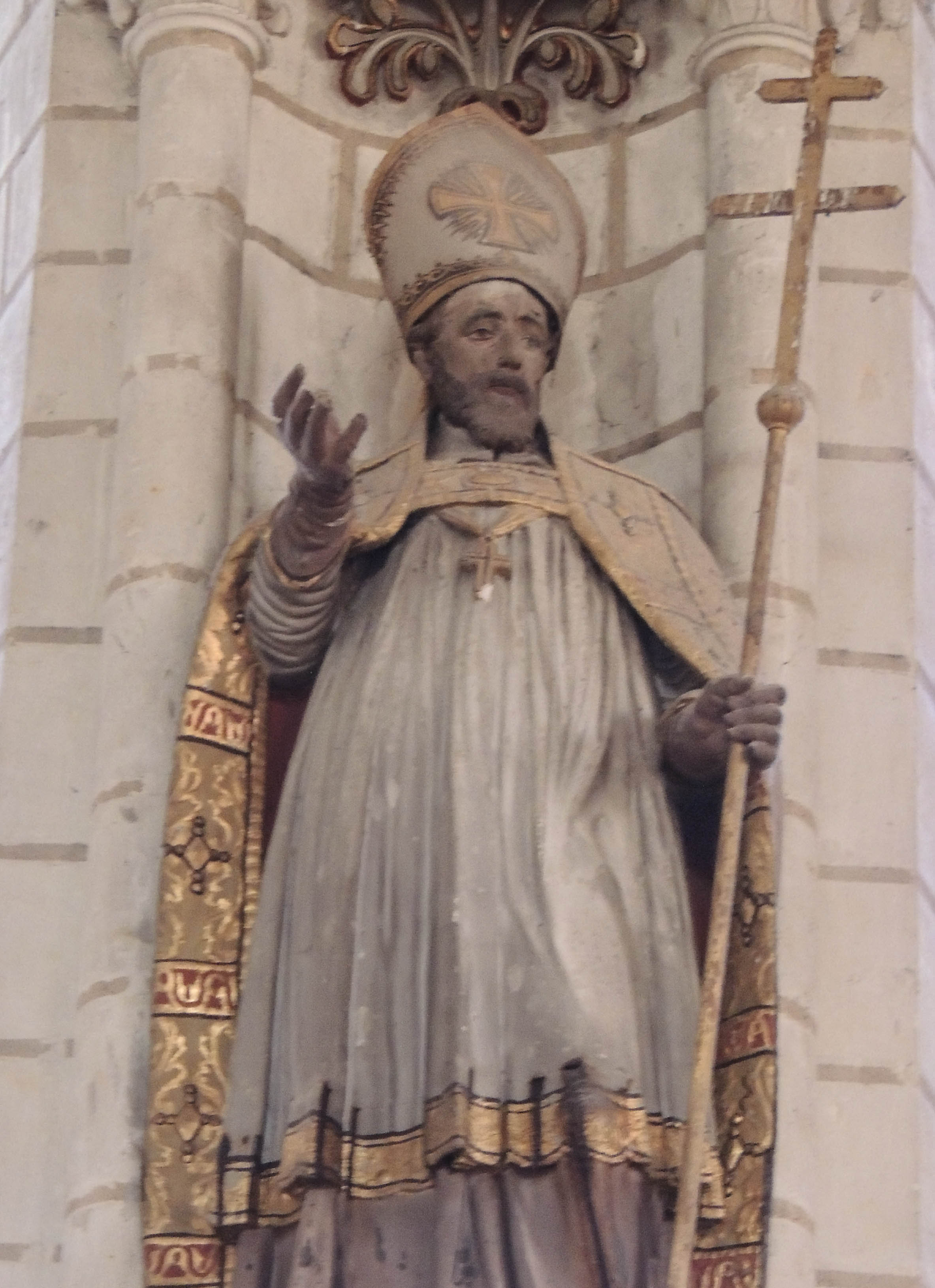
Saint Martin, au centre du chevet (1668).
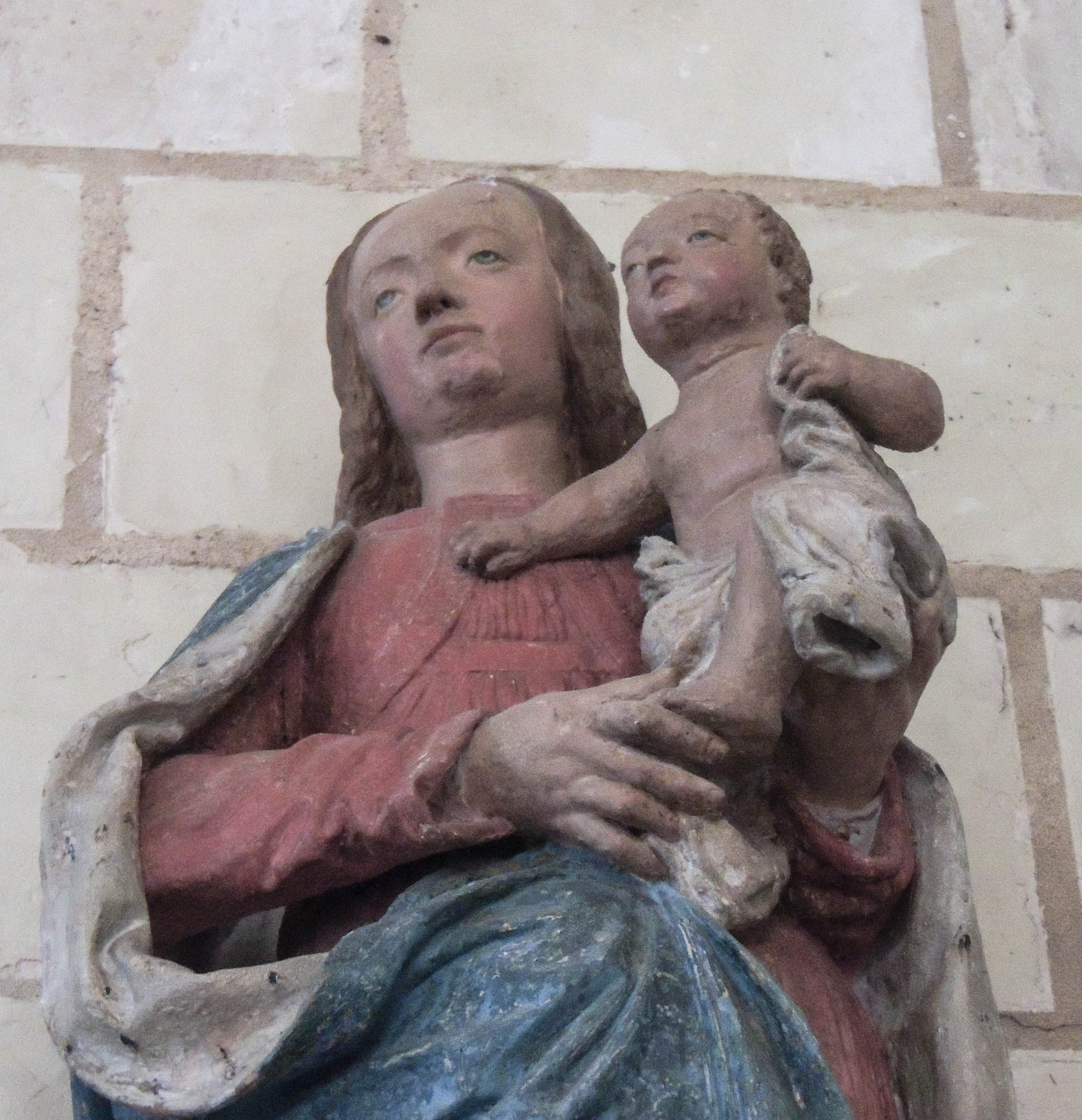
Vierge à l'Enfant (XVIe).
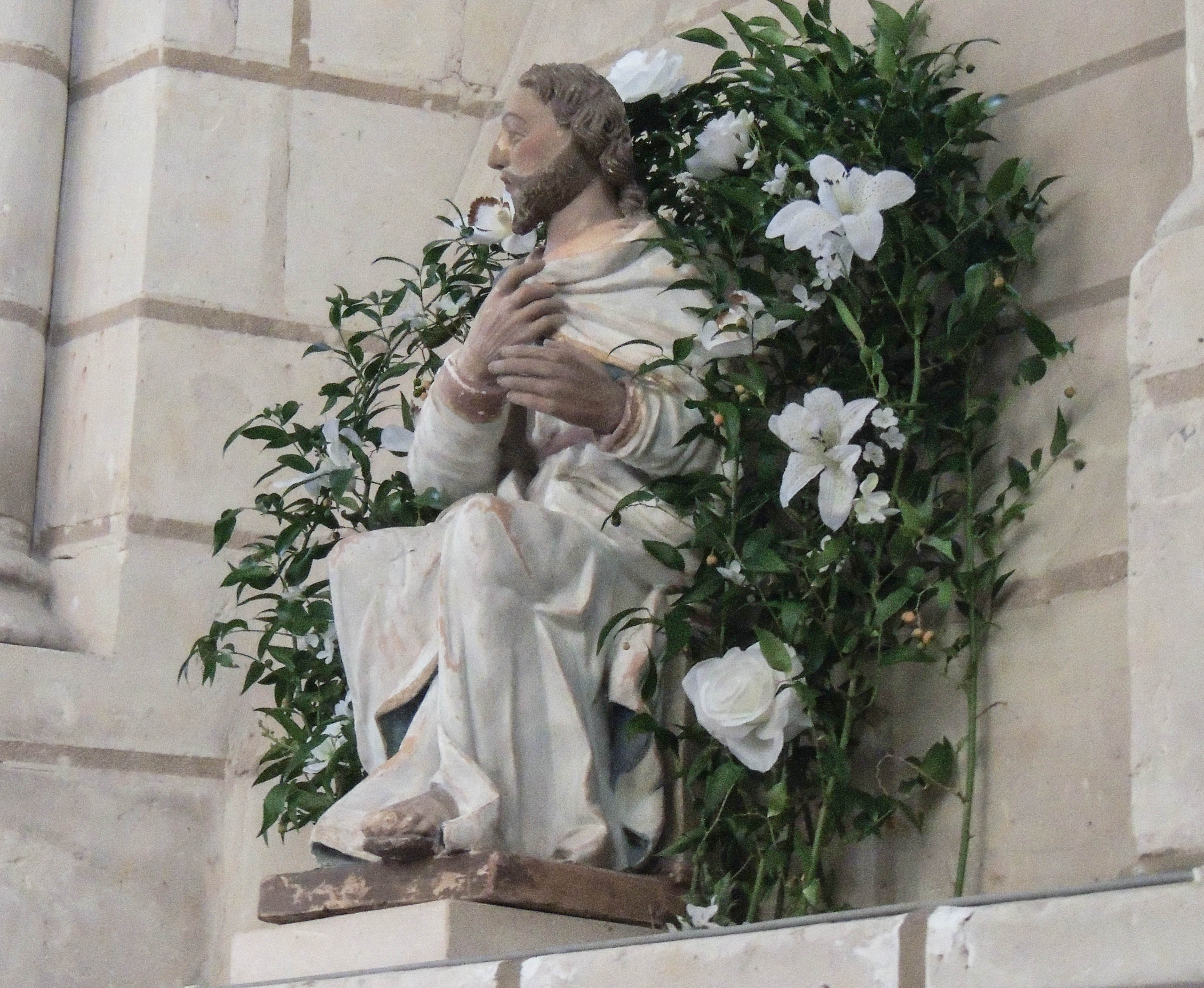
L'un des apôtres du chevet (XVIIe).

#### Vitraux

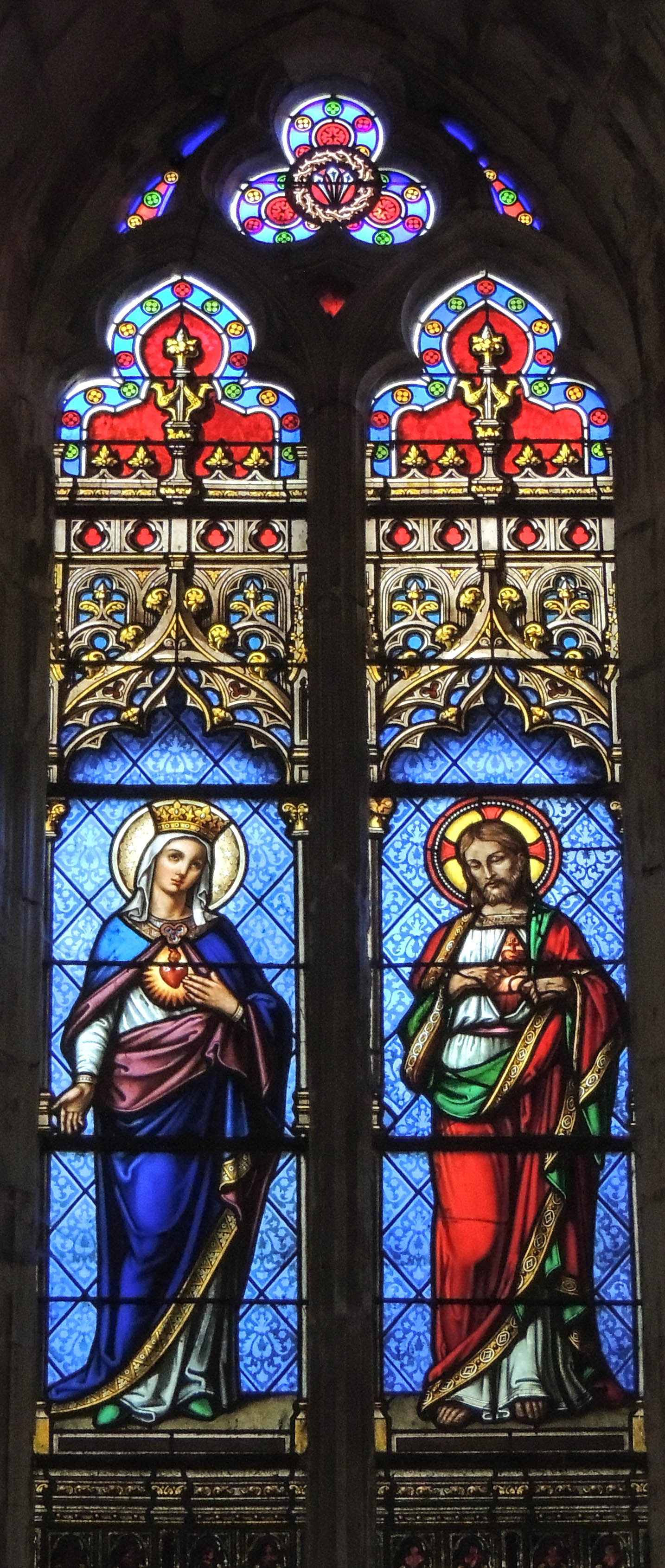
Marie et Jésus, dans le bras gauche du transept.

Les vitraux du chœur et du transept sont exécutés par l'atelier du maître-verrier sarthois François Fialeix en 1876. Les quatre verrières du chevet représentent les épisodes de la vie de Jésus, depuis la Visitation de la Vierge Marie jusqu'à la Résurrection. Le grand vitrail du bras sud du transept met en lumière la vie de saint Martin. Il comprend six médaillons disposés dans un treillage bleu et rouge, dans un style qui rappelle celui du XIIIe siècle. À l'opposé, sur le bras nord du transept, les figures de Jésus et de la Vierge Marie sont représentés. Enfin, deux grandes baies se trouvent de chaque côté du chœur : du côté nord figurent saint Jean et la remise des clés à saint Pierre, tandis qu'au sud sont représentés saint Étienne et saint Joseph accompagnant Jésus.
Les vitraux de la nef, de style abstrait, sont plus récents. Ils sont l'œuvre d'Emmanuel Putanier, de l'atelier Vitrail France à Neuville-sur-Sarthe, en 2001. Le vitrail de la baie de la façade occidentale, au-dessus du portail, représente la Crucifixion. Du côté nord de la nef, la baie est construite sur trois chemins : les corps, le cycle des jours et les saisons. En face, du côté sud, la composition des deux vitraux fait le lien avec les vitraux du XIXe siècle du transept et du chœur donnant eux aussi sur la place Sainte-Apolline.

#### Divers mobilier

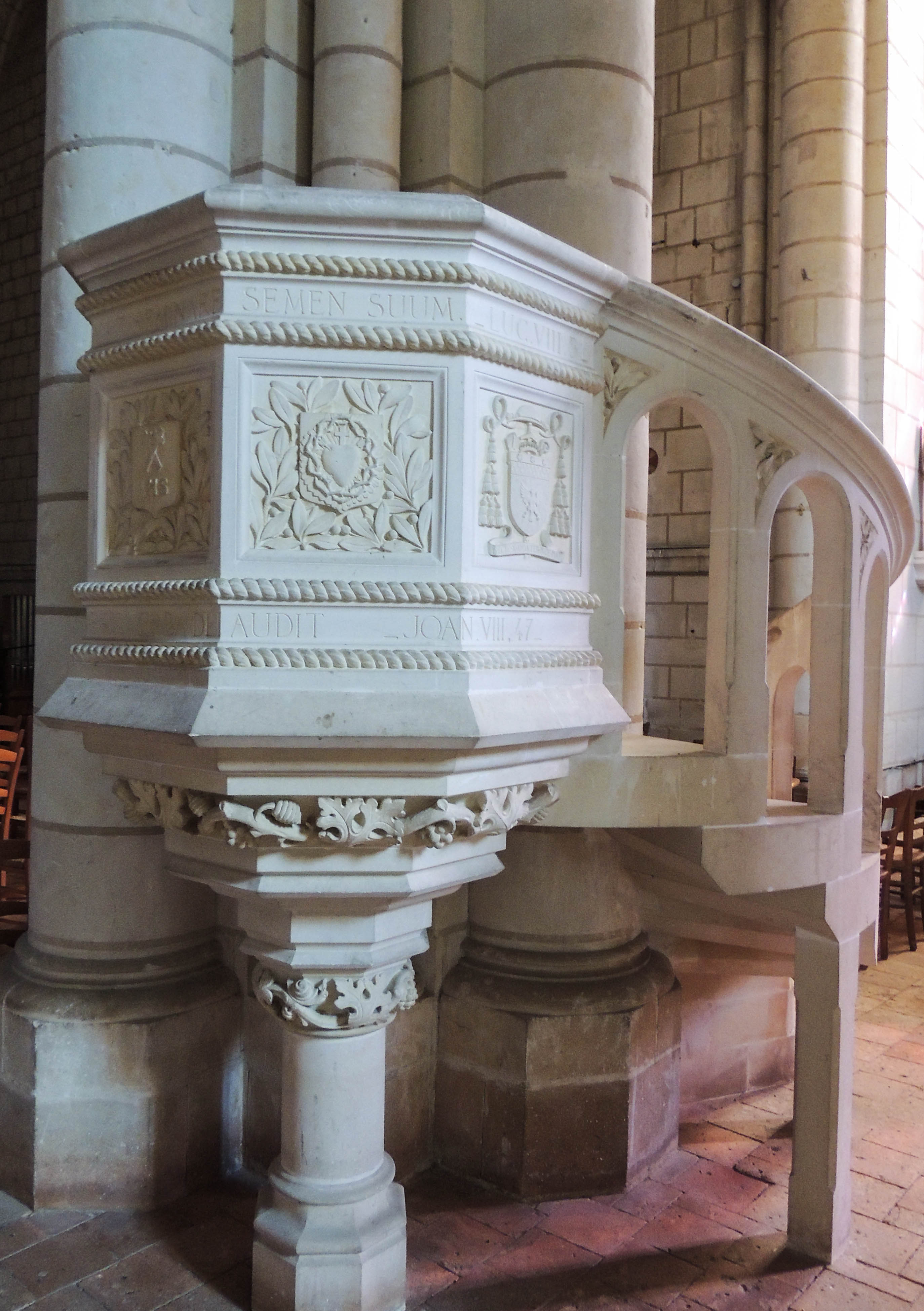
La chaire en calcaire reconstruite en 1929.

L'église Saint-Martin de Luché renferme d'autres éléments mobiliers remarquables, comme un sarcophage d'époque mérovingienne en pierre taillée, découvert lors des travaux de restauration qui suivent l'incendie de l'édifice. Il est classé monument historique au titre d'objet en 1988. La clôture de chœur en fer forgé du XVIIIe siècle est quant à elle classée l'année précédente.
La chaire et les fonts baptismaux sont offerts en 1929 par les familles Rousseau et Gouin pour remplacer ceux détruits par l'incendie. Les armes et la devise de monseigneur Rousseau, évêque du Puy-en-Velay né à Luché, sont sculptées sur la chaire. Celle-ci reprend partiellement le décor de la précédente, construite en pierre au XVIe siècle, notamment des symboles christiques dont le monogramme IHS, ainsi que des citations des évangiles de Luc et Jean. Elle est posée sur une colonne à base octogonale, tandis que la cuve est de plan hexagonal. Les fonts baptismaux en calcaire sont quant à eux posés sur deux colonnes à base octogonale. Leur cuve ovale est pourvue de quatre cuvettes circulaires et rehaussée d'un décor en haut relief dans la masse.

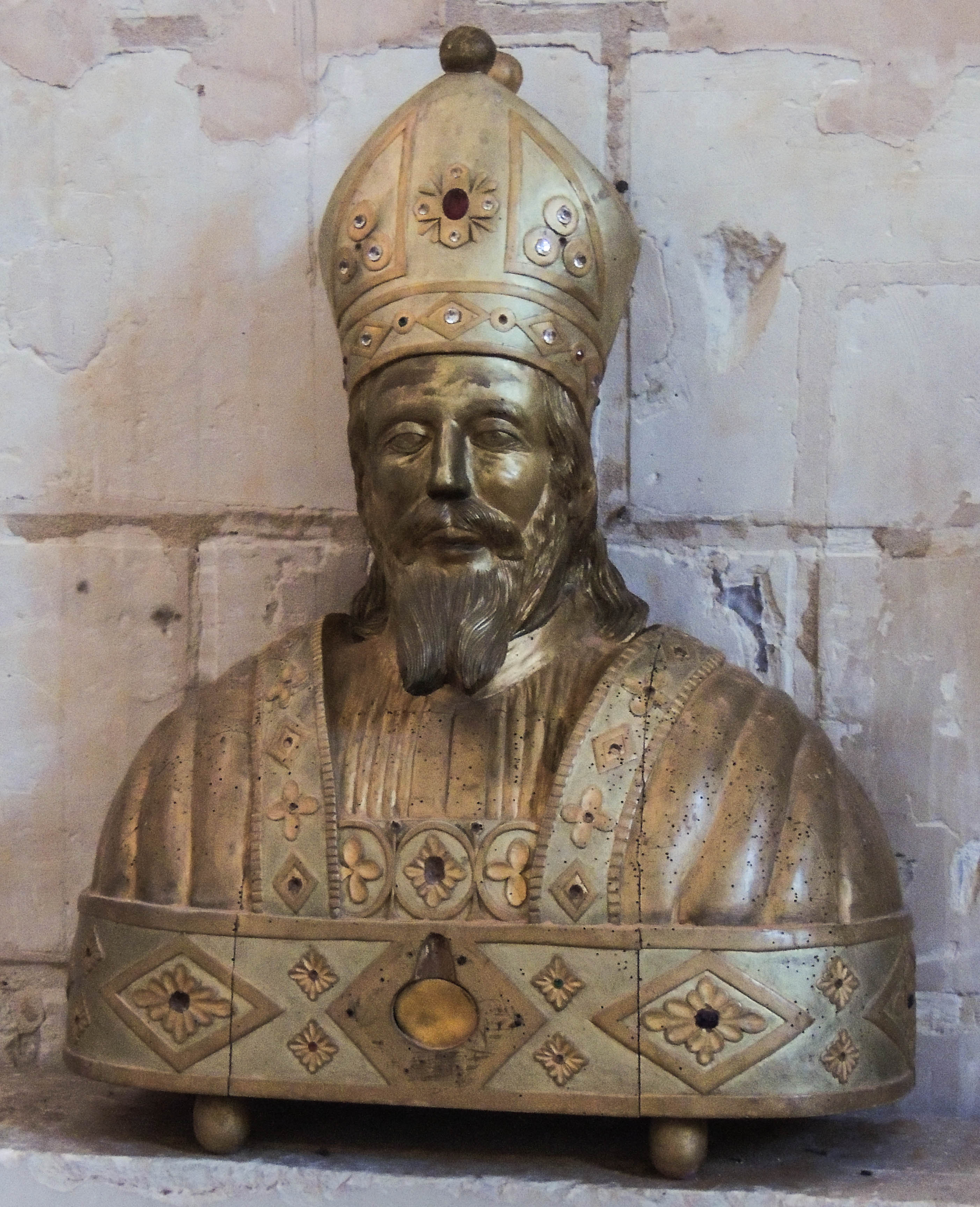
Le buste-reliquaire de saint Martin.

Un buste-reliquaire de saint Martin est posé sur un autel secondaire figurant dans le bras sud du transept. Conçu en bois doré, orné de pierres artificielles, il est constitué de trois parties assemblées et date probablement de la fin du XIXe siècle. Saint Martin y est représenté vêtu d'une chape et coiffé d'une mitre.
D'autres autels secondaires décorent l'église, comme celui surmonté d'une statue en plâtre polychrome du Sacré-Cœur de Jésus, installé dans la nef en 1877 après le don d'une paroissienne. Deux autels en pierre calcaire de style néogothique, installés la même année, figurent aux extrémités du chevet.
Par ailleurs, le clocher abrite trois cloches. La plus grosse d'entre elles, Anne-Marie-Martine, pèse 622 kg. Installée en 1925, lors des travaux de restauration de l'église, et bénie par monseigneur Norbert Rousseau, elle a été fondue au Mans par les établissements Bollée. Après la fin de la guerre d'Algérie, deux autres cloches sont transférées depuis deux paroisses algériennes et installées à Luché. L'une d'elles, Jeanne, pèse 440 kg et provient de l'église de Bourkika. La plus petite, Alice, pèse 305 kg, et toutes deux ont été bénies par monseigneur Paul Chevalier, évêque du Mans, lors d'une messe donnée le 26 avril 1966.